# Мачадо, Александр (футболист)
Александер Николас Мачадо Аясагуэр (исп. Alexander Nicolás Machado Aycaguer; родился 28 мая 2002 года, Монтевидео, Уругвай) — уругвайский футболист, вингер клуба «Серро».

## Клубная карьера
Мачадо — воспитанник клуба «Серро». 5 мая 2019 года в матче против «Дефенсор Спортинг» он дебютировал в уругвайской Примере. 16 октября в поединке против столичного «Ривер Плейта» Александер забил свой первый гол за «Серро».

## Международная карьера
В 2019 году Мачадо в составе юношеской сборной Уругвая принял участие в юношеском чемпионате Южной Америки в Перу. На турнире он сыграл в матчах против команд Колумбии, Чили, Эквадора и Аргентины>. В поединке против колумбийцев Александер забил гол.